# Koninginnenkruidmollisia
De koninginnenkruidmollisia (Mollisia coerulans) is een schimmel behorend tot de familie Mollisiaceae. Hij leeft saprotroof op stengels van koninginnekruid (Eupatorium cannabinum), maar sommige bronnen noemen naast Eupatorium ook Plantago, Filicophyta. Een microscopische controle is nodig voor zekere determinatie.

## Kenmerken
De apothecia zijn crème, grijs, groen blauwzwart van boven en hebben een diameter van 0,5-1-1,5 mm. 
De asci zijn 8-sporig, kleuren in jodium en meten 44-58 × 4-5 µm. De ascosporen zijn glad, ongesepteerd, kunnen guttules hebben en meten 10-17 × 1-2 µm. De parafysen zijn recht en eindigen in een langwerpige knots. Ze zijn gevuld met een olieachtige stof, eerst geelachtig compact en vervolgens verdeeld in druppels.

## Verspreiding
In Nederland komt de koninginnenkruidmollisia zeldzaam voor.